# Kalle Käsper
Kalle Käsper (* 2. Mai 1952 in Tallinn) ist ein estnischer Schriftsteller.

## Leben und Werk
Käsper begann als Humorist und arbeitete zeitweise am Theater, gleichzeitig veröffentlichte er auch seine ersten Gedichte. Größere Bekanntheit erzielte er jedoch mit seiner Prosa.
Sein auffälligstes Werk ist die achtteilige Romanserie Die Buridans (2005–2014), die vom Ende des 19. Jahrhunderts bis zum Beginn des 21. Jahrhunderts reicht und die weitverzweigte Chronik einer Familie im Spannungsfeld zwischen Estland und Russland darstellt. Der Roman ist als „guter, alter realistisch-naturalistischer Familienroman“ gelobt worden und in die Nähe von Thomas Manns Buddenbrooks gerückt worden. Andererseits gibt es durchaus kritische Stimmen zu der Romanserie, und auch andere Bücher des Autors sind mitunter negativ beurteilt worden.
Kalle Käsper war verheiratet mit der auf Russisch schreibenden armenischen Schriftstellerin Gohar Markosjan-Käsper (1949–2015) und ist Mitglied des Estnischen Schriftstellerverbands.

## Auszeichnungen
- 2013: Tammsaare-Roman-Preis

## Bibliografie
- Härra Käsperi tõsilood ('Wahre Geschichten von Herrn Käsper'). Tallinn: Meelejahutaja 1994. 30 S.
- Taani prints Hamlet, nuhk ('Prinz Hamlet von Dänemark, Spion'). Tallinn: Kupar 1996. 142 S.
- Üksindus on hommikuti hell ('Einsamkeit ist morgens zart'). Trdat See-ja-See-janielu. Tallinn: Faatum 1997. 213 S.
- Vennad Luiged ('Gebrüder Luik'). Tallinn: Faatum 2002. 416 S.
- Alliksandriine ('Alexandriner'). Tallinn: Eesti Keele Sihtasutus 2003. 37 S.
- Buridanid I ('Die Buridans I'). Tallinn: Eesti Keele Sihtasutus 2005. 319 S.
- Kolm reisi ('Drei Reisen'). Tallinn: Eesti Keele Sihtasutus 2005. 168 S.
- Buridanid II ('Die Buridans II'). Tallinn: Eesti Keele Sihtasutus 2006. 285 S.
- Buridanid III ('Die Buridans III'). Tallinn: Eesti Keele Sihtasutus 2006. 277 S.
- Buridanid IV ('Die Buridans IV'). Tallinn: Eesti Keele Sihtasutus 2007. 311 S.
- Jah, armastan, kuid mitte inimesi ('Ja, ich liebe, aber nicht die Menschen'). Tallinn: Eesti Keele Sihtasutus 2009. 61 S.
- Buridanid V ('Die Buridans V'). Tallinn: Eesti Keele Sihtasutus 2009. 254 S.
- Buridanid VI ('Die Buridans VI'). Tallinn: Eesti Keele Sihtasutus 2011. 247 S.
- Öö jumalik enklaav ('Die göttliche Enklave der Nacht'). Tallinn: Eesti Keele Sihtasutus 2012. 52 S.
- Buridanid VII ('Die Buridans VII'). Tallinn: Eesti Keele Sihtasutus 2012. 223 S.
- Mülgas ('Die Spelunke'). Tallinn: Eesti Keele Sihtasutus 2013. 59 S.
- Buridanid VIII ('Die Buridans VIII'). Tallinn: Eesti Keele Sihtasutus 2014. 207 S.
- Filosoofilisi novelle ('Philosophische Novellen'). Tallinn: Eesti Keele Sihtasutus 2016. 148 S.
- Orpheuse laule ('Orpheus‘ Lieder'). Tallinn: Eesti Keele Sihtasutus 2017. 100 S.